# Nancy M. Adams
Nancy M. Adams (1926 - 2007 ) foi uma botânica neozelandesa .